# 白鬍子海賊團
白鬍子海賊團（白ひげ海賊団）是尾田榮一郎創作的日本漫畫《ONE PIECE》中的一個海賊團，由原「四皇」之一，被世人稱為「世界最強的男人」的大海賊「白鬍子」艾德華·紐蓋特所領導。

## 組織概要
由「白鬍子」艾德華·紐蓋特所率領的海賊團，於「洛克斯海賊團」解散後成立。共有1,600名船員，並分成16支戰鬥部隊，由16個隊長率領，這16個隊長是同等級的，地位亦全然相同，與小隊的編號大小並無關係。原本也有一支船醫隊，但後因頂點戰爭的來臨，而被擔心她們安危的白鬍子強制解散。
此外除了總團，旗下更擁有43個海賊團，總計五萬多人，每個都是名聲響徹新世界的大人物，他們都是崇拜着白鬍子的海賊，雖然平時都是各自行動，但每當白鬍子有麻煩便會立刻趕來幫忙。部分船長曾經都是白鬍子海賊團成員，但後來陸續成立自己的海賊團。
海賊旗幟和船員的刺青前期是「卍」字，後期改為骨十字。主船名為莫比·迪克號（Moby Dick），船頭為鯨魚的頭部裝飾，因此又稱「白鯨號」，身邊還有4艘副艦「黑鯨號」，造型和主船一樣，但顏色是黑色的，而且體型較小。這艘海賊船的名字來源為美國作家赫尔曼·梅尔维尔的經典文學《白鯨記》（英語：Moby Dick）。
和之國已故大名光月御田亦曾在30年前加入過白鬍子海賊團四年，他的家臣犬嵐、貓蝮蛇、以藏也跟他一起加入。此時海賊團分成五隊，御田成了第二隊隊長，四年後被出借一年的名義挖角至羅傑海賊團，犬嵐和貓蝮蛇還跟隨偷渡加入（之後犬嵐和貓蝮蛇回到和之國），只有以藏留在海賊團內，第二隊隊長一直空缺到艾斯加入後才由其補上。
白鬍子海賊團可說是勢力數一數二龐大的最強海賊團，然而它的衰落卻是由一顆惡魔果實所引起。由於隸屬第二隊的船員「黑鬍子」馬歇爾·D·汀奇覬覦暗暗果實的力量，所以當第四隊隊長薩吉奪得果實時，黑鬍子將其殺害並偷取果實後叛逃，使身為第二隊隊長的艾斯追擊黑鬍子，導致後來一連串的事件發生，成為引發「頂點戰爭」的導火線，最後艾斯終於找到了黑鬍子，並與其展開決鬥，遺憾艾斯不敵。黑鬍子看上艾斯的高額懸賞，將其交給海軍，艾斯亦被證實是已故海賊王哥爾·D·羅傑的兒子，於是世界政府決定立刻對其執行死刑。
為救艾斯，白鬍子率領海賊團直闖海軍本部進行拯救行動，對海軍發動「頂點戰爭」。多番激戰下，海賊終究還是突破海軍的防禦，成功救出了艾斯，不料艾斯卻在逃跑途中為救魯夫而死於海軍上將赤犬之手，白鬍子最終也為了掩護兒子們能順利離開而於戰爭中戰死，因此白鬍子海賊團搭救艾斯的行動還是宣告失敗。
伴隨著船長白鬍子與第二隊隊長艾斯的犧牲，再加上船員們在戰爭裏的重大傷亡，大大削弱了白鬍子海賊團的戰力，其後第一隊隊長馬可接替已故的白鬍子成為領導者。
頂點戰爭的一年後，馬可率領白鬍子海賊團的餘黨與黑鬍子海賊團發生了一次大規模衝突，世間稱為「秋後戰爭」，最後馬可一方慘敗，隊長們失去音訊，白鬍子海賊團就此成了傳說，而「黑鬍子」藉此稱霸原本屬於白鬍子海賊團的地盤躋身至四皇之位。
頂點戰爭後的兩年間，白鬍子海賊團的餘黨被自稱為白鬍子之子兼時任王下七武海的艾德華·衛伯追殺以圖奪得白鬍子的遺產，現已滅掉了白鬍子海賊團旗下的16個海賊團。

## 船員

### 船長
艾德華·紐蓋特（Edward Newgate，愛德華·紐蓋特）
聲優：有本欽隆〈第151～567話〉→大友龍三郎〈第962話起〉（日本）；符爽→孫中台（台灣）；邓荣銾（香港）
年齡：享年72歲（第一部，2年前），生日：4月6日，身高：666公分，星座：白羊座，血型：F型，出生地：偉大的航路「斯芬克斯」，喜歡的食物：酒、便宜的食物，霸氣：見聞色、武裝色、霸王色。
原四皇之一，白鬍子海賊團的船長，外號為「白鬍子」，他被世人譽為「世界最強的大海賊」、「世界最強的男人」、「大海王者」、「最接近one piece 的男人」。後來白鬍子已經年老重病，需要治療用的輸液管和專用的護士團照顧。最後他為了營救即將在海軍本部被公開處刑的白鬍子海賊團第二隊隊長「火拳」艾斯，最终在大海賊時代開幕以來最大規模的戰爭「頂上戰爭」中不幸戰死。懸賞金額：50億4,600萬貝里。

### 隊長
白鬍子海賊團幹部以隊長來稱呼，每個隊長各率領約100名船員，皆為戰鬥部隊。而16位隊長皆是同等級的，地位亦全然相同，與小隊的編號數字並無關係。30年前最初成立了5支部隊，隨著船員擴大至16支部隊。
馬可（Marco，馬爾科）
聲優：森田成一（日本）；孫中台（台灣）；李家傑（香港）
年齡：43歲→45歲，生日：10月5日，身高：203公分，星座：天秤座，血型：X型，出生地：偉大的航路，喜歡的食物：鳳梨，討厭的食物：豆子，興趣：收藏酒吧杯墊，代表的動物：不死鳥，霸氣：見聞色、武裝色。
白鬍子海賊團第一隊隊長兼船醫，外號「不死鳥馬可」（Marco the Phoenix）。懸賞金額：13億7,400萬貝里。留著金色的龐克頭的中年男子，胸口上有白鬍子海賊團的刺青，眼皮總是有一半閉著，腰間配載著匕首，語尾是。
30年前（15歲）就已經是海賊團成員，當時還只是見習生。童年的馬可在船上認真的學習。當初艾斯在白鬍子船上多次暗殺白鬍子失敗後沮喪坐臥在甲板上，馬可主動給了艾斯一碗湯，並與他展開談話。拥有一支服务过船长白胡子的医疗团队。曾兩度被紅髮傑克邀請加入，但都拒絕了。
動物系「幻獸種」「鳥鳥果實 不死鳥型態」能力者不死鳥人。能變化成全身放出青色火焰的不死鳥，其火焰溫度在人體可接受的範圍之內，能使自身的傷口再生復原，用在他人身上時也能提升復原速度，但效果略弱於用在自身。缺點是再生能力是有限的，且該火焰不具有高溫的特性，亦無法增加燃燒的強度。
在頂上戰爭為救出艾斯，隨同白鬍子海賊團成員前往海軍本部開戰，擋下海軍本部上將黃猿的攻擊。目賭史庫亞德刺傷白鬍子後，飛向史庫亞德將他撲倒在地。曾飛去掩護魯夫，把傷害魯夫的海軍本部上將青雉踢飛，衝去救艾斯時被卡普打傷。與黃猿展開激烈交戰時，因為擔心白鬍子的傷勢而分心，被黃猿的鐳射貫穿胸膛，之後又被海軍中將鬼蜘蛛套上海樓石手銬封印能力，隨即再度受到黃猿的重創，後透過Mr.3的能力獲得釋放。在艾斯被赤犬殺害後，他和比斯塔聯手對赤犬發動突襲，扺擋赤犬對魯夫的攻擊，亦在白鬍子死後領導其他隊長共同阻止赤犬殺魯夫。
頂點戰爭過後出席艾斯與白鬍子葬禮，對於紅髮傑克願意協助安葬艾斯與白鬍子表示感激。在頂點戰爭結束的一年後，率領海賊團餘黨對抗黑鬍子海賊團，但以慘敗收場，這場戰役被世人稱作「秋後戰爭」，在此之後黑鬍子成為新「四皇」。他為了守護白鬍子最後的遺產—故鄉「斯芬克斯」而在那裡以行醫維生並從此定居，當貓蝮蛇拜訪他時，他表示暫時還不能抽身離開，但確定會受徵召前往和之國，只是雖遲必到。對於時任七武海艾德華·衛伯自稱白鬍子親生兒子一事表示不清楚真假。
在金色神樂宴會當天及時率領貓腹蛇及和以藏同時抵達和之國，而他將再次企圖登頂的BIG MOM海賊團踢下瀑布。在前往鬼島的途中發現BIG MOM長子裴洛斯培勒，之後兩人暫時合作入侵鬼島的正面入口，後遇到已決定和百獸海賊團結盟的BIG MOM展開決鬥，使他與裴洛斯培勒的結盟亦順勢破局，他以不死鳥之炎克制了BIG MOM指揮的普羅米修斯，但被BIG MOM擒住且被裴洛斯培勒的糖果弓箭瞄準，此時月亮獅子凱洛特及萬妲亂入戰局偷襲裴洛斯培勒，促使BIG MOM放手離開現場，隨後馬可跟著進入宴會場，一人牽制百獸海賊團的大幹部KING和QUEEN，將索隆扔到鬼島頂端，並讓布魯克和羅賓離開且保護喬巴研發疫苗。後因體力不支，把KING和QUEEN分別交由索隆和香吉士對付，並被以藏帶離戰場。鬼島大戰落幕後得知以藏死訊，同意錦衛門將以藏安葬於其故鄉鈴後。因任務完成，在魯夫出航後，於附近海域隨即向魯夫道別，搭乘紅髮海賊團的「紅色勢力號」返回斯芬克斯，期間傑克邀請他加入其海賊團，但被他婉拒了。
名字取自英文的「馬可島」（Marco Island），是美國佛羅里達州下屬的一座城市；圣徒之一的约翰·马可；元朝时期的旅行家马可波罗。
技能
鳳凰印
變成人獸型，將鳥爪相握抱拳，對敵人用力踢下，能將比自己大幾百倍的船踢下瀑布。招式名字取自于山海经里的神兽凤凰以及平等院里的凤凰堂。
鳳梨礫
擴大翅膀範圍將其火焰的正面效果分享給周遭的人。招式名字取自于凤梨和日本妖怪天狗砾
青炎雁
將再生之炎化為巨大的青雁攻擊敵人。
鶴爪
用腳爪踢出切裂的飛踢。招式念法取自於法語的爪子（Ongle）。
不死薊
能夠將其火焰擴大圓形範圍擋下敵人的攻擊。招式名字取自于蓟和竹取物语中富士山的别名「不死山」。
光月御田（Kozuki Oden）
聲優：石丸博也（日本）；孫中台（台灣）
原白鬍子海賊團第二隊隊長，於30年前加入，在加入四年後被羅傑以借用一年的名義，挖角加入羅傑海賊團，為和之國將軍繼承人暨九里大名，已故。
波特卡斯·D·艾斯（Portgas D. Ace）
聲優：古川登志夫、阪口大助〈童年時期〉（日本）；符爽、許淑嬪〈童年時期〉（台灣）；陈健豪（香港）
年齡：得年20歲，生日：1月1日，身高：185公分，星座：摩羯座，血型：S型，出生地：南海「巴特利拉」，喜歡的食物：鬼椒義大利麵，代表動物：黑豹，霸氣：武裝色、霸王色。
白鬍子海賊團第二隊隊長，外號「火拳艾斯」（Fire Fist Ace），懸賞金額：5億5,000萬貝里。為主角蒙其·D·魯夫的兩位義兄之一，在目前的故事劇情已經死亡，實為「海賊王」哥爾·D·羅傑的遺腹子，長大後因相當痛恨父親，故改姓生母波特卡斯·D·露珠的姓氏。
自然系「火焰果實」能力者火焰人，能將身體變成火焰並用以攻擊，他習慣隨身在左腰別上一把匕首。幼年時為了救魯夫展現過霸王色霸氣。艾斯在與「墮落中將」的戰鬥中，由於火焰果實的能力對墮落中將的霸氣完全不管用，因此在苦戰中成長而掌握武裝色霸氣。
在認識魯夫之後，為了日後替魯夫向「紅髮」傑克道謝，認真的向酒保姐姐瑪姬學習打招呼和道謝的禮儀。自此個性重禮，只要不小心打擾他人，或是魯夫闖禍，都會主動向他人道歉。另外艾斯有著親自擦拭自己用過的餐具的好習慣，但也常常吃霸王餐。比較特別的地方是，雖然和魯夫並沒有血緣關係，但也許是從小過著一樣的生活的緣故，艾斯和魯夫家族的人一樣會突如其來地睡著；這常常發生在他用餐的時刻，總是會嚇壞四周的人。猝睡症的狀況也有可能與D這名字的血緣關係有關，但至今並未證實。他最重視的人就是魯夫和白鬍子，如果聽聞有人欺壓魯夫或是侮辱白鬍子就會直接攻擊對方。
第一部的22年前，羅傑在行將處刑之際，在獄中將尚未出生的艾斯託付給海軍中將蒙其·D·卡普；但羅傑為自己要當父親而高興的舉動不久就被海軍發現。為徹底斷絕「海賊王」的血脈，海軍本部與世界政府下令調查羅傑入獄後10個月出生的嬰兒，露珠為了孩子的安全著想一直延後生產期限，並且交待是女孩就取名叫「安」，男孩則取名叫「艾斯」。結果在秘密懷胎20個月後（也是哥爾·D·羅傑死後1年3個月），才在南海生下孩子，卻因為體力耗盡而去世。
卡普把年幼的艾斯交由女山賊卡莉·達坦照顧，然而達坦每日只供應他一碗飯和一杯水，其餘都要自行設法解決。艾斯便在外頭獵取食物，並和夥伴薩波四處搶奪金錢，籌措將來一起出海當海賊的經費。幼年時期的艾斯對於羅傑遭受世人異樣眼光感到懷疑與憤怒，導致他養成叛逆的態度。10歲時艾斯遇上了同由卡普帶給達坦照顧的蒙其·D·魯夫，當時艾斯相當厭惡魯夫跟著他一起行動，但後來發現魯夫其實是想和他做朋友，最後與魯夫、薩波喝下「交杯酒」成為結義兄弟，在還沒吃到惡魔果實時，經常跟已經是橡膠人的魯夫打架，而且從來沒有敗給魯夫。
但是薩波的父親得知了薩波的下落，與布魯賈姆掛勾要對付魯夫與艾斯，薩波為了庇護魯夫與艾斯，被強行帶走後，魯夫與艾斯在不知情的情形下，協助布魯賈姆布置燃燒非確定物終點站的火藥和汽油。魯夫與艾斯得知真相的當晚，非確定物終點站發生了大範圍的火災，魯夫與艾斯遇到了被貴族欺騙而無法逃生的布魯賈姆海賊團，後來艾斯與前來援助的達坦兩人合力打敗布魯賈姆，卻受困於火海之中使達坦遭到嚴重灼傷，所幸艾斯找到了逃生的出路，用在城鎮偷來的藥保住了達坦的性命，兩人負傷回到大本營，並與魯夫從達坦手下的口中，得知薩波遭天龍人砲擊沉海的噩耗，氣憤的想找對方報仇，達坦制止後將他綁在樹上冷靜頭腦，隔天達坦手下從送報鷗那收到薩波出航前寫給魯夫和艾斯的信。薩波在信中提及自己爲了得到自由想早一步出海，但約好3人將來一定會在大海上見面，並將魯夫託付給艾斯，經歷薩波事件之後，艾斯和魯夫立下「總有一天要出海，比任何人活得更自由」的約定，並決定以生命為代價，在17歲的時候一定要出海成為海賊。
7年後艾斯（17歲）於柯爾波山正式出航，然而出海後沒多久就受困在東海的孤島西克西斯一個多禮拜，但也遇到了他的第一位夥伴面具·迪斯，並因為誤食火焰果實而成為一個火焰人，後以「黑桃海賊團」船長之名縱橫海上，曾擊敗了一名七武海，且亦曾拒絕了加入七武海的邀請，使海軍調查並發現其羅傑之子的真實身分。在黑桃海賊團停留在魚人島的期間，艾斯從阿拉丁口中得知白鬍子的存在，決定將「擊敗白鬍子」視為自己爬上頂點的目標，在他燒毀白鬍子的旗幟後告訴夥伴們「如果沒有膽量挑戰的人，今後就待在魚人島繼續追著美人魚的屁股跑吧」。後來見到「紅髮」傑克並聊起魯夫的事，同時也對能在傑克臉上留下傷痕的人感到好奇，但傑克只告訴他這僅僅是白鬍子海賊團手下的一位普通海賊造成的。臨别後，傑克與其副船長班·貝克曼皆對於這個拒絕成為七武海的新人竟然只有「擊敗白鬍子」這個人生目標感到失望，認為他缺乏野心並將自己侷限於一個小空間中，被這片大海的強者擊倒只是早晚的問題，他們也對艾斯並未向世界造成什麼重大威脅卻被高額懸賞感到相當不解。
艾斯燒毀旗幟的行為也惹怒了「海俠」吉貝爾，在艾斯帶領著黑桃海賊團意圖挑戰白鬍子時被一路跟蹤他們的吉貝爾擋下，兩人打了5天不分勝負，而後白鬍子終於出現，察覺到實力差距的艾斯決定自己一人留下作為讓夥伴逃走的代價，此時白鬍子向艾斯提出「以自己的名義在這片海上大鬧」及「成為他的兒子」的邀請，後來艾斯失去知覺昏倒，醒來時已被帶上白鯨號，想營救艾斯的黑桃海賊團成員也全都被帶上白鯨號。白鬍子將艾斯視為客人款待，並令第四隊隊長薩吉和馬歇爾·D·汀奇負責照顧他，但艾斯在決定加入白鬍子海賊團之前，仍曾企圖刺殺白鬍子至少100次，但均以失敗告終，直到與馬可聊過之後決定加入，他抱著隨時可能被趕下船的準備，但因立下許多戰功被提拔為團內第二隊隊長，不久向白鬍子提及自己的身世，但白鬍子告訴他「不管你是在哪裡出生，也不管你是誰的兒子！每個人都是大海之子！」讓艾斯相當感動，為了回報這份恩情，讓白鬍子成為海賊王也成為了艾斯的目標。
第二部的4年前艾斯曾去過和之國，學會編織斗笠的方法，並和當地居民中的一名女孩小玉約定當她成長為妖艷的女忍者時就帶她出海。在艾斯來到鬼島後與大和交戰，也對大和說出想取海道的性命，當時艾斯看見她的手銬並對她說「孩子们不能选择自己的父母，也不能让他们束缚她的心」，大和聽了這句話後很生氣的摧毀龍的雕像，然後艾斯很中意她，並以火拳破壞雕像，表示給海道一個警告，在那個夜晚和大和飲酒作樂，並告訴大和魯夫這個人，讓大和中意。。
當第二隊的元老成員汀奇殺掉薩吉並奪走「黑暗果實」，觸犯了白鬍子海賊團中的禁忌「殺害同伴」，使艾斯相當憤怒，不顧同伴及白鬍子的反對，逕自出海追殺以黑鬍子自居的汀奇。在他聽到黑鬍子海賊團大鬧磁鼓王國的消息後，到了磁鼓王國想要逮捕黑鬍子，但偏偏晚來2個月多，所以便準備離開，同時要羅貝爾的兩位人民傳話給魯夫，自己將會在阿拉巴斯坦王國等待魯夫10天的消息。
在阿拉巴斯坦王國港都拿哈那的餐廳「Spice bean」遇到了「白獵人」斯摩格，隨後終於找到餐廳的魯夫使餐廳的牆壁受到嚴重的破壞，使魯夫又被斯摩格追捕，不過艾斯立刻擋下斯摩格，雙方互鬥一會不分勝負。不久交給魯夫一張生命紙後獨自離去。在巴拿羅島找到黑鬍子海賊團，黑鬍子見到艾斯便邀請他來加入黑鬍子海賊團，並提出要前往水之七島追捕魯夫並將其送給世界政府，因而激怒了艾斯，於是與黑鬍子展開一場決鬥。，但不敵對方的黑暗果實能力而落敗，被送入大監獄「推進城」，即將被執行死刑，而白鬍子也率領海賊團到馬林福特與海軍及王下七武海開戰營救艾斯。
在處刑現場被戰國公布其身世為「海賊王」哥爾·D·羅傑之子，此時以魯夫為首的越獄小隊也從空中墜入馬林福特，而魯夫也與白鬍子結為同盟、聯手準備救出艾斯。起初艾斯不願拖累魯夫和白鬍子，拒絕接受援救；但因為魯夫一句「我是你弟弟」的吶喊，讓艾斯重新振作且接受了援助。艾斯不滿「赤犬」對白鬍子挑釁而出手，不料火焰能力被「赤犬」的岩漿能力完全克制並遭到燒傷。之後為了保護魯夫，被赤犬的「大噴火」攻擊貫穿胸膛。艾斯自知已經回天乏術，拒絕了船醫的治療，留下「感謝大家一直以來對任意妄為，繼承了魔鬼血液的我的厚愛」的遺言，最後含笑而逝。
在頂點戰爭結束後，經由戰國的同意，將艾斯與白鬍子的遺體交給了「紅髮」傑克，在偉大航道後半段新世界舉辦艾斯與白鬍子的葬禮，葬在白鬍子的旁邊。艾斯的辭世亦對照顧過艾斯的卡普、達坦以及瑪姬帶來難以言喻的傷痛。
根據扉頁連載《在世界的甲板上》最終回，頂點戰爭結束兩年後，艾斯的墳前擺放著由薩波祭奠的3杯酒與鮮花，以及記載草帽海賊團等人重新出發的新聞報導。艾斯身故後，重生的「火焰果實」被薩波取得並吃下繼承。
名字取自英文的王牌ACE，對某個團體或領域內最優秀者的稱呼，等同於中文所稱的「第一人」。
技能
「火焰果實」（メラメラの実）
全身變為火焰，甚至可以通過身體製造火焰，普通物理攻擊無效。能將身體任何部分變成火，製造出的火焰能自由的變化成任何形狀，例如形成火炎網或是火拳攻擊等等。亦能在爆炸或是火海之中開闢一條火焰通道讓裡面的人不受到傷害。弱點是火焰碰到水會熄滅，也無法抵擋比火焰更高溫的岩漿，因此擁有岩漿果實能力的赤犬是最大天敵。
火拳
可以讓自己的手臂伸長，以火焰的拳擊來攻擊對方。
陽炎
使自己的四肢產生火燄，可以擋住物理攻擊。招式名字取自于阳炎。
火槍
藉由一根手指發射連續的小火焰。名字取自于明朝部队神机营所使用的武器火铳。
螢火「火達摩」（蛍火（ほたるび）「火達磨（ひだるま）」）
雙手產生許多螢火，最後全部聚集在對方身上引爆。名字取自于达摩和萤火。
神火「不知火」（神火 不知火（しんか しらぬい））
藉由雙手的火燄產生火矛。招式名字取自于日本妖怪不知火。
十字火（十字火（じゅうじか））
以二根食指交叉瞄準對方，之後發射十字型的火焰。招式名字取自于基督教的十字架。
炎上網（炎上網（えんじょうもう））
釋放出巨大的火炎隔離別人。
鏡火炎（鏡火炎（きょうかえん））
利用巨大的火柱阻擋對手的攻擊。
炎戒「火柱」（炎戒（えんかい）「火柱（ひばしら）」）
經由雙手的旋轉，變成一條威力強大的火柱。招式名字中的炎戒取自于马赛族信仰的太阳神和天空之神。
大炎戒「炎帝」（大炎戒「炎帝（えんてい）」）
艾斯最強的招式，經由大炎界的火焰聚集成巨大火球並施以攻擊，威力十分強大。招式名字取自于山海经里和黄帝交战的炎帝和大宴会。
裘斯（Jozu，喬茲）
聲優：長嶝高士（日本）；宋克軍→孫中台（台灣）；羅偉亮（香港）
年齡：40歲→42歲，生日：11月11日，身高：503公分，星座：天蝎座，血型：X型，出生地：西海，喜歡的食物：飛魚茶泡飯，霸氣：見聞色、武裝色。
白鬍子海賊團第三隊隊長，外號「鑽石裘斯」（Diamond Jozu）。身型略小於白鬍子的巨漢，穿著鎧甲，臉型有稜有角的中年男子。擁有把比巨人族還要巨大的冰塊或巨石丟出去的腕力。童年的裘斯長得又胖又圓，長著一雙小短腿，髮型與長大以後無區別。
在還沒加入白鬍子海賊團時是個竊賊。在30年前（12歲）就已經是海賊團的成員。
超人系「閃亮果實」能力者鑽石人，能夠全身化為鑽石，能扺擋強大的物理攻擊。
在頂上戰爭為救出艾斯，隨同白鬍子海賊團成員前往海軍本部開戰，擋下了「鷹眼」密佛格的斬擊，以「閃亮衝擊」撞傷了試圖攻擊白鬍子的克洛克達爾。與海軍本部上將青雉展開激烈交戰時，一度將他打傷，但因為擔心馬可的傷勢而分心，左手遭到青雉凍結，隨後右手更被折斷，而且全身都被凍結。
頂點戰爭過後出席艾斯與白鬍子葬禮。在頂點戰爭結束的一年後，率領海賊團殘餘黨與黑鬍子海賊團作戰，但以慘敗收場，戰後下落不明。
名字取自「若茲」（Joze），法國多姆山省一個市鎮。
技能
閃亮衝擊
手臂鑽石化並附著武裝色霸氣，能將自然系的敵人撞飛且吐血。
薩吉（Thatch）
聲優：真殿光昭（日本）；宋克軍（台灣）；黃文偉（香港）
生日：3月24日，星座：牡羊座，出生地：北海。
生前為白鬍子海賊團第四隊隊長兼料理長，所率領的第四隊是料理部隊，使用武器為3尺長的菜刀。留著龐巴度髮型的壯年男子，穿著廚師服，性格率直。平時遵照船醫吩咐，負責監督白鬍子的服藥時間。
是艾斯剛到白鬍子海賊團時第一個與他搭話的船員，與敵人的戰鬥時，兩人就像兄弟般互相扶持。原本與汀奇是好友，後來他得到汀奇所夢寐以求的黑暗果實，因此被汀奇殺害並奪走果實，艾斯認為自己下屬殺害同胞的惡行需由自己親自制裁，為此不顧同伴及白鬍子的勸諫出海追擊汀奇。
名字取自英文「Edward Thatch」，是黑鬍子的曾用名。
比斯塔（Vista）
聲優：高塚正也（日本）；孫中台（台灣）；張振聲（香港）
年齡：45歲→47歲，生日：2月5日，身高：328公分，星座：水瓶座，血型：X型，出生地：北海，喜歡的食物：迷迭香味炸馬鈴薯，霸氣：見聞色、武裝色。
白鬍子海賊團第五隊隊長，外號「花劍」比斯塔（Flower Sword Vista），在30年前（17歲）就已經是海賊團的成員。特徵是彎曲的鬍子，頭戴大禮帽的中年男子。使用武器為兩把劍，战斗时会飘落着花瓣。連世界第一大剑豪「鷹眼」都有耳闻的知名劍客；也是白鬍子海賊團的先鋒隊長，在許多戰場上都擔任過先鋒，不管對手是誰，他都會帶著輕鬆的笑容來戰鬥，並以厲害的二刀流劍術來打倒對手。
在頂上戰爭為救出艾斯，隨同白鬍子海賊團成員前往海軍本部開戰，依馬可的指示掩護魯夫，與「鷹眼」密佛格展開激烈交戰而不落下風，後來因為和平主義者出現，與鷹眼停止戰鬥。在艾斯被赤犬重創後，他和馬可聯手對赤犬發動突襲，扺擋赤犬對魯夫的攻擊。
頂點戰爭過後出席艾斯與白鬍子葬禮。在頂點戰爭結束的一年後，率領海賊團殘餘黨與黑鬍子海賊團作戰，但以慘敗收場，戰後下落不明。
名字取自英文的「維斯塔」（Vista），是美國加利福尼亞州聖地牙哥郡下屬的一座城市和罗马神话里掌管炉灶的女神维斯塔以及比萨斜塔。
布朗明哥（Blamenco，布拉曼克）
聲優：平井啟二（日本）；孫中台（台灣）
生日：2月5日，星座：水瓶座，出生地：西海。
白鬍子海賊團第六隊隊長。體型較肥胖的中年男子。超人系「口袋果實」能力者口袋人，他能夠從身上的口袋自由自在地拿出武器。喜歡用巨大的錘子來進行顯眼的戰鬥，也擅長偷襲敵人。
名字取自「佛朗明哥」，西班牙舞蹈。
落葉（Rakuyo，拉克約）
聲優：藤本隆弘（日本）；符爽（台灣）
生日：9月8日，星座：處女座，出生地：南海。
白鬍子海賊團第七隊隊長，在30年前就已經是海賊團的成員。是留雷鬼頭髮型的中年男子，使用武器為為前端有著怪獸臉型的鐵球，是個力氣很大的人物。
在頂點戰爭中有能力和膽識主動同海軍上將的黃猿交戰。
名字取自日語發音「落叶」及中國河南省城市「洛陽」（Loyang）。
納米爾（Namur）
聲優：松原大典（日本）；宋克軍（台灣）
種族：鯊魚魚人，生日：7月6日，星座：巨蟹座，出生地：偉大的航路。
白鬍子海賊團第八隊隊長。身穿帕帕克所設計的衣服的壯年男子，以強健的下顎作戰，其威力可足以咬碎斧頭，也相當擅長海戰。
名字取自「那慕爾」（Namur），比利时城市；「匯兩川」。
布雷海姆（Blenheim）
聲優：檜山修之（日本）；宋克軍／孫中台（台灣）
生日：8月6日，星座：獅子座，出生地：偉大的航路。
白鬍子海賊團第九隊隊長，在26年前就已經是海賊團的成員。有著巨大身軀綁辮子頭留著鬍子的中年男子，使用武器為巨刀。
在頂點戰爭中接到白鬍子最后命令时背着被青雉冰凍的裘斯撤退。
名字取自「布倫亨」（Blenheim），紐西蘭城市；「布倫亨戰役」。
克利耶爾（Curiel）
聲優：福原耕平（日本）；宋克軍／孫中台／符爽（台灣）
生日：9月12日，星座：處女座，出生地：西海。
白鬍子海賊團第十隊隊長，在26年前就已經是海賊團的成員。頭戴耳機與條紋帽的壯年男子，擅長使用所有重武器，主要武器為手槍和巴祖卡火箭筒。
在頂點戰爭中曾與月光·摩利亞對峙，在戰爭後期為阻止赤犬追擊魯夫等人而受重傷。
名字疑似取自「亞科夫·庫里爾」（Yaacov Kuriel），是一名猶太海盜。
金格杜（Kingdew，金古多）
聲優：宮崎寬務（日本）；宋克軍（台灣）
生日：11月13日，星座：天蠍座，出生地：偉大的航路。
白鬍子海賊團第十一隊隊長，在30年前就已經是海賊團的成員。外貌是金色齊劉海齊肩短髮且右胸刺青的壯年男子，有著鋼體般的黝黑肉體，使用武器為手臂上的護腕。
名字取自英文的「國王」（King）和「露水」（Dew）；外型疑似取自《太空超人》的希曼。
哈爾達（Haruta）
聲優：野田順子（日本）；許淑嬪（台灣）
生日：2月4日，星座：水瓶座，出生地：南海。
白鬍子海賊團第十二隊隊長。特徵是棕色短髮與藍色眼睛的青年男子，和其他隊長比起來體型算嬌小，穿著白綠色16世紀風格的服裝與一條白色緊身褲。使用武器是刀，相當喜歡在前線作戰，並會隨時注意戰況。
名字取自英文的「春田站」，是日本愛知縣名古屋市中川區的火車站。
雅托摩斯（Atmos）
聲優：福原耕平〈第465話〉→濱田賢二〈第485話起〉（日本）；宋克軍（台灣）
生日：3月19日，星座：雙魚座，出生地：西海。
白鬍子海賊團第十三隊隊長，在30年前就已經是海賊團的成員。外號「水牛」（Water Buffalo）。穿著鎧甲，身形巨大的壯年男子，使用武器為兩把大刀。
頂點戰爭中曾遭多佛朗明哥操控而斬殺自己的部下。
名字取自希臘文的「蒸氣」（Atmos）。
史比托·吉爾（Speed Jiru）
聲優：沼田祐介（日本）；符爽（台灣）
生日：4月6日，星座：牡羊座，出生地：東海。
白鬍子海賊團第十四隊隊長。有著豬鼻特徵的青年男子，身上穿有白鬍子標誌帽子及袍子、盾牌。使用武器為騎槍，有著高超的飛速技巧。
名字取自英文的「飛速」（SPEED）。
佛薩（Fossa）
聲優：永野廣一（日本）；宋克軍（台灣）
生日：4月15日，星座：牡羊座，出生地：北海。
白鬍子海賊團第十五隊隊長，在30年前就已經是海賊團的成員。總是咬著雪茄、眼光銳利的中年男子，性格沉穩。使用武器為武士刀，戰鬥時會包覆著火焰（在動畫中是以他的雪茄點燃），能夠一擊讓敵人受到致命傷。
名字取自義大利文的「福薩」（Fossa），是義大利阿奎拉省的一個市鎮。
以藏（Izo）
聲優：織田優成、小野將夢〈童年時期〉（日本）；符爽、詹雅菁〈童年時期〉（台灣）
年齡：43歲→45歲（享年），生日：10月13日，身高：192公分，星座：天秤座，血型：X型，出生地：和之國「鈴後」，喜歡的食物：炸豆腐丸子。
懸賞金額：5億1,000萬貝里。霸氣：見聞色、武裝色。
白鬍子海賊團第十六隊隊長，在30年前就已經是海賊團的成員。身穿粉紅色和服，双唇涂抹脂红，头上垂下一缕发，外形像日本藝妓的青年男子。武器為放在懷裡兩把短槍，擅長近距離戰鬥，能夠在敵人砍中他的前一瞬間，僅靠一發子彈打斷刀身連同敵人一起解決，此外還持有一把武士刀。
出身和之國，隨同白鬍子海賊團出海後使用武士刀當武器，受到比斯塔的開導改成更擅長的槍技。原是舞蹈流派的花柳流宗家之子，也是菊之丞的兄長。
在41年前其父親成為罪犯後，家族也四散分離，他們的家族也四散分離，之後與弟弟在鈴後街上表演舞蹈想要掙錢生存，但不被人民所理會。在光月御田等人到達鈴後主動依附御田，在御田成為「九里大名」後，逕而成為其主要家臣，33年前受霜月康家教導，整裝學習禮儀。在30年前白鬍子海賊團意外來到和之國，御田想跟着白鬍子出海，察覺到御田動機的以藏追上御田並試圖阻止他，但以藏卻被白鬍子綁上船。然而以藏對白鬍子放御田不管的行徑極為惱火。御田正式加入白鬍子海賊團後，以藏也跟着加入，同時也關心御田在國外的通緝狀況。26年前，羅傑海賊團挖角了御田，而他則因為喜歡白鬍子海賊團的氛圍，選擇繼續待在白鬍子海賊團，並在之後成為第十六隊隊長。
在頂點戰爭中為救出艾斯，隨同白鬍子海賊團成員前往海軍本部開戰，後來奉白鬍子之命掩護去解救艾斯的魯夫，率領隊長們替魯夫開往一條處行台的道路，白鬍子受重傷時亦指揮夥伴們主動進行掩護，亦在白鬍子死後與其他隊長們掩護魯夫逃離馬林福特。
在金色神樂當天受貓蝮蛇徵召與其同行，並在馬可的搭載下抵達和之國，還親眼目睹馬可阻攔試圖再次登上瀑布的BIG MOM海賊團成員。後與貓腹蛇和馬可前往鬼島，與前者看著BIG MOM海賊的女王·媽媽·聖歌號再度滑下瀑布。之後與分離已久的家臣們紅鞘九人眾會合，並稱讚胞弟菊之丞是個出色的武士。在突襲海道時，用一發子彈將KING的武士刀打掉，抓海道獸型身體到鬼島上方交戰，後不敵與其他人一起被打倒，被羅用能力移到下層（五樓）休息，見到爲他們療傷的御田而驚訝不已，結果是勘十郎偽造，導致阿修羅與冒牌御田一同自爆，然而他沒有悲傷難過的時間，仍舊繼續向前邁進。途中發現精疲力盡的馬可並將其帶走，接著又看見正在帶著菊之丞與錦衛門逃走的騙人布，於是開始對抗百獸海賊團雜兵藉此掩護他，讓他能盡快將兩人帶離戰場，然後遇上前來和之國的CP0隊員馬哈並與之交戰，不料卻中了馬哈的指槍而身受重傷，奮戰一搏後最終與馬哈同歸於盡，死後由錦右衛門將其雙槍安葬於其故鄉鈴後。
名字取自「岡田以藏」，為幕末四大人斬其中一人，為土佐郷士並加入土佐勤王黨，又被稱作「人斬以藏」。
技能
彈斬丸
將霸氣注入子彈後向敵人射擊，每個子彈都帶有環形斬擊，同時達到射擊和斬擊的效果。

### 旗下勢力
「白鬍子」旗下有43個海賊團，船長們都是名聲響徹「新世界」的大人物。然而這些海賊團本身並不隸屬於白鬍子海賊團，平時是各自活動的；但有部分船長是過去從白鬍子海賊團獨立出去成立自己的海賊團（譬如：雪白之珮、艾波伊達、安德烈......等）。
他們都崇拜著「白鬍子」艾德華·紐蓋特，並和白鬍子的船員一樣稱呼他為「老爹」；如「白鬍子」有事便會率領其團隊趕來協助。43個船長的名字與人設在公式書皆有公佈。
頂點戰爭的兩年後已經有16個海賊團被時任王下七武海、自稱「白鬍子二世」的艾德華·衛伯所击溃。

#### 過去本隊船長
雪白之珮（Whitey Bay）
聲優：鹽山由佳（日本）；錢欣郁（台灣）
白鬍子海賊團旗下海賊船長，在30年前是本隊成員，後獨立出去成立自己的海賊團。外號「冰之魔女」（Ice Witch），頭戴海賊帽，留著波浪型長髮的女性，動畫中使用劍作為武器。
受白鬍子海賊團召集參與頂點戰爭，搭乘破冰船趕到戰爭現場同時，用船隻破壞了城牆，開通另一條進入廣場的路。
名字取自惠特利灣（Whitley Bay，是位於英格蘭東北海岸的一座海濱小鎮，在歷史上屬於諾森伯蘭，現在是泰恩-威爾郡的一部分。
艾波伊達（Epoida，艾波伊塔）
聲優：宮崎寛務（日本）；孫中台→符爽（台灣）
白鬍子海賊團旗下海賊船長，在30年前是本隊成員，後獨立出去成立自己的海賊團。穿著有如芋蟲般，從深綠色淺層到淺綠色的條紋衣，眼睛被瀏海蓋住的肥胖的男海賊，使用兩段尖銳的獨特武器戰鬥。擁有動物系惡魔果實的能力，能夠變成巨大的毛毛蟲。
參加頂點戰爭時，與夥伴一起掩護魯夫前往處刑台解救艾斯。
艾魯旺（Islewan）
聲優：藤本隆弘（日本）；孫中台（台灣）
白鬍子海賊團旗下海賊船長，在30年前是本隊成員，後獨立出去成立自己的海賊團。外型像海象的男海賊，手持大刀，疑似動物系能力者。
受白鬍子海賊團召集參與頂點戰爭，途中收到白鬍子直接下達的指令，揮舞巨劍與海軍精銳戰得不相上下。
安德烈（Andre）
聲優：增谷康紀（日本）；符爽]→宋克軍ref>電視版第962～964集。</ref>（台灣）
白鬍子海賊團旗下海賊船長，在30年前是本隊成員，後獨立出去成立自己的海賊團。特徵是捲捲的頭髮與巨大的身軀的男海賊，以拳頭與手持巨劍作戰，擅長活用龐大身體所帶來的怪力壓著敵人。與海軍「甘德烈」為雙胞胎兄弟。
受白鬍子海賊團召集參與頂點戰爭，與夥伴一起掩護魯夫前往處刑台解救艾斯。
名字取自于日本著名摔跤手巨人安德烈。
金格（Kinga，金卡）
聲優：不明（日本）；符爽（台灣）
白鬍子海賊團旗下海賊船長，在30年前是本隊成員，後獨立出去成立自己的海賊團。特徵是豎著高高長頭髮，留著小鬍子，手持武士刀的男海賊。
受白鬍子海賊團召集參與頂點戰爭，與夥伴一起掩護魯夫前往處刑台解救艾斯。

#### 其他旗下船長
小歐斯Jr.（Little Oars Jr.）
聲優：平井啓二（日本）；符爽（台灣）；譚漢華（香港）
年齡：70歲→72歲，生日：2月12日，身高：6,000公分，星座：水瓶座，血型：F型，出生地：偉大的航路，喜歡的食物：飯糰。
小小海賊團（Little Pirates）船長，隸屬白鬍子旗下。古代巨人族，「魔人」歐斯的後代，體型極為巨大，比普通巨人族還要巨大好幾倍。懸賞金額：5億5,000萬貝里。使用武器為巨刀。海賊船名「小杰萊斯號」（Little Gerais），其船員皆穿著仿造小歐斯Jr長髮、下顎的頭飾。和「火拳」艾斯的關係很好。
受白鬍子海賊團召集參與頂點戰爭，為救艾斯隻身一人衝向處刑臺，途中擊敗數名巨人族，就在即將抵達前夕，被大熊的「熊之衝擊」重創，還被多佛朗明哥切斷右腳，最後被摩利亞給予致命一擊，接著倒在處刑台前。在海軍佈下包圍網企圖困住「白鬍子」等人時，由於他的身軀過於龐大，加上其身上流出的血液滲入海軍包圍網系統，使得部份機關無法順利運作，不久撐起身子將白鬍子海賊團藏匿於海裡的最後一艘黑鯨號從這個缺口送進廣場，之後被砲彈重創而徹底倒下。
史庫亞德（Squard，斯庫亞德）
聲優：佐佐木誠二（日本）；宋克軍（台灣）；張振聲（香港）
年齡：50歲→52歲，生日：9月6日，身高：228公分，星座：處女座，血型：F型，出生地：偉大的航路，喜歡的食物：奶酪。
大漩渦蜘蛛海賊團（Maelstrom Spider Pirates）船長，隸屬白鬍子旗下，外號「大漩渦蜘蛛史庫亞德」（Maelstrom Spider），懸賞金額：2億1,000萬貝里。使用武器為刀和巨刀，額頭中央有枚蜘蛛印記的中年男子。海賊船名「真蜘蛛號」（Real Spider）。和「火拳」艾斯的關係很要好。
受白鬍子海賊團召集參與頂點戰爭，白鬍子曾要指派他統帥所有旗下海賊團，但因一度失聯而改令迪卡爾班兄弟。過去其同伴們被羅傑殺害而耿耿於懷，在頂上之戰中才得知艾斯是羅傑的兒子，並在遇上海軍本部上將「赤犬」盃時聽信了對方宣稱「白鬍子」和戰國之间有著犧牲所有旗下海賊團的交換协议，促使史庫亞德在戰鬥中趁亂以巨刀襲擊「白鬍子」。在得知自己中了海軍的圈套且還被「白鬍子」原諒後放聲痛哭。本來打算犧牲自己掩護「白鬍子」等人逃離，但被「白鬍子」拒絕。因为白鬍子最後的命令使其不得不撤退，之後一直在戰場上痛哭流涕。
多馬（Doma，多瑪）
聲優：服卷浩司（日本）；孫中台（台灣）
多馬海賊團船長，隸屬白鬍子旗下。外號「遊騎士」多馬（Bohemian Knight），二刀流劍士，背後有隻猴子（聲優：高塚正也）（日本）。習慣反手拿刀作戰，肩上的猴子也會持槍配合，有如跳舞般戰姿打敗敵人。作為個人勢力時曾和白鬍子麾下第二隊成員「火拳」艾斯交戰，之後成為白鬍子旗下的海賊團之一。
受白鬍子海賊團召集參與頂點戰爭，與夥伴一起掩護魯夫前往處刑台解救艾斯，於奧利斯廣場上對抗飛鼠中將。
形象参考自迪士尼电影加勒比海盗里的杰克船长。
馬克凱（McGuy，馬庫蓋伊）
聲優：增谷康紀（日本）；符爽（台灣）
隸屬白鬍子旗下海賊船長，外號「雷卿」馬克凱（Thunder Lord），特徵是閃電狀的鬍子。使用武器為長劍，戰鬥時能產生電流（方式不明），非常鋒利。
受白鬍子海賊團召集參與頂點戰爭，與夥伴一起掩護魯夫前往處刑台解救艾斯，於奧利斯廣場上對抗鬥犬中將。
迪卡爾班兄弟（Decalvan Brothers）
聲優（兄）：竹本英史（日本）；宋克軍／符爽（台灣）
聲優（弟）：高塚正也（日本）；孫中台（台灣）
隸屬白鬍子旗下海賊船長。雙胞胎兄弟船長，標誌為一對交叉骨棒穿過兩個骷髏，臉上的傷痕位置與彼此相反，喜歡把對方的話反過來講。兩人均戴著有爪子的手套。
受白鬍子海賊團召集參與頂點戰爭，頂點戰爭中受白鬍子委託指揮所有旗下海賊團對抗海軍艦隊，後與夥伴一起掩護魯夫前往處刑台解救艾斯，於奧利斯廣場上對抗達爾梅西亞中將。
愛爾米（Elmy，埃爾米）
聲優：齊藤貴美子（日本）；許淑嬪（台灣）
隸屬白鬍子旗下海賊船長。頭戴羽毛帽身上帶著許多寶石裝飾品，手持彎刀的高齡女海賊，臉上的皺紋說明在新世界經歷不少激戰，戰鬥實力非常強大，完全感受不到歲月所帶來的削弱。疑似超人系能力者，操縱黏土狀的白色怪物。
蘭巴（Ramba，倫巴）
聲優：福原耕平（日本）；符爽（台灣）
隸屬白鬍子旗下海賊船長。身穿盔甲，外形像騎士的男海賊，手持指揮刀。喜愛尖銳裝備品，擅長使用細劍進行華麗戰鬥。
受白鬍子海賊團召集參與頂點戰爭，後與夥伴一起掩護魯夫前往處刑台解救艾斯。
名字取自于舞蹈伦巴舞。
A·O（A.O）
聲優：福原耕平（日本）；符爽（台灣）
A·O海賊團（A O Pirates）船長。隸屬白鬍子旗下海賊。特徵是長型臉孔的男海賊，戴著三節耳環，手持大刀。
受白鬍子海賊團召集參與頂點戰爭，後與夥伴一起掩護魯夫前往處刑台解救艾斯。兩年後，其海賊團被自稱「白鬍子二世」的艾德華·衛伯所滅，他亦成為白鬍子旗下第16位被衛伯所滅的船長。
戴拉克西（Delacuaji，塔拉卡吉）
聲優：藤本隆弘（日本）；孫中台／符爽（台灣）
隸屬白鬍子旗下海賊船長。擁有長方形的體格頭戴王冠的鬍子的男海賊，手持刀身較細的劍。個人顏色是綠色和褐色，帽子和衣服也都喜歡從這兩種顏色中挑選。
佐迪亞（Zodia，索帝亞）
聲優：不明（日本）；孫中台（台灣）
隸屬白鬍子旗下海賊船長。特徵是棕色卷長髮、黑色落腮鬍，手持一把刀的男海賊。使用一把巨大細劍戰鬥。看到滿滿的海軍中將陣容後仍然豪邁地「喀喀喀喀！」大笑。
帕姆茲（Palms，帕姆斯）
聲優：福原耕平（日本）；宋克軍（台灣）
隸屬白鬍子旗下海賊船長。身上配戴大墊肩，披著熊貓毛皮，手持劍的男海賊。熱愛熊貓到全身都是熊貓圖案的裝飾。
受白鬍子海賊團召集參與頂點戰爭，打先鋒攻進馬林福特港。
比薩爾（Bizarre）
聲優：宮坂俊藏（日本）；宋克軍（台灣）
隸屬白鬍子旗下海賊船長。有著將補獸夾裝到嘴邊，利牙會發出光芒，如似等待獵物上門的男海賊，拿著武士刀。只要盯上一個目標，就會追到天涯海角。另一方面，也是個會跟隨自己所認同的人物到天涯海角的忠心男子。
（Karma，卡爾馬）
聲優：岡本寛志（日本）；宋克軍（台灣）
章魚海賊團（Takotopus Pirates）船長，隸屬白鬍子旗下海賊。章魚魚人，戴著章魚頭飾的男海賊，能用6隻自由揮舞的手持刀戰鬥。
30年前，作為個人勢力時曾命手下抓天月時，被白鬍子一擊打昏降伏，之後成為白鬍子旗下的海賊團之一。
受白鬍子海賊團召集參與頂點戰爭，打先鋒攻進馬林福特港。
布洛帝（Blondie，布隆迪）
聲優：赤羽根健治（日本）；符爽（台灣）
隸屬白鬍子旗下海賊船長。穿著皇室服裝，使用兩把鐮刀形狀的雙刀的男海賊。因為被與父母走失的獅子黏著，所以就一直把這隻獅子放在頭上。
受白鬍子海賊團召集參與頂點戰爭，透過電話蟲接受白鬍子的陣型指揮。
帕布里克（Pavlik，帕布利克）
隸屬白鬍子旗下海賊船長。特徵是帶著黑禮帽，兩手各持火槍，外貌像黑手黨的男海賊，最自傲的是一把茂密下巴鬍子，並且從來不怠慢整理鬍子。
受白鬍子海賊團召集參與頂點戰爭，為了解救出艾斯而衝進港灣。
班岩（Hangan，漢坎）
聲優：不明（日本）；孫中台（台灣）
隸屬白鬍子旗下海賊船長。特徵是腫起來的眼睛跟方方的顴骨的男海賊。
受白鬍子海賊團召集參與頂點戰爭，在小歐斯拼命開拓出之通往馬林福特港灣內的活路即將被堵上時，死命鼓舞夥伴士氣。
亞瑟（Arthur）
隸屬白鬍子旗下海賊船長。特徵是卷卷造型鬍子的中年男海賊賊。最自傲的是用頭巾也無法全塞住的頭髮，除非特殊狀況，不然絕不會剪頭髮。
受白鬍子海賊團召集參與頂點戰爭，與斑岩一夥人一起行動。
名字取自于古不列颠传说中最伟大的王者亚瑟王。
亞馬托夫（Amadob，阿瑪托弗）
聲優：平井啓二（日本）；孫中台（台灣）
隸屬白鬍子旗下海賊船長。臉型圓臉闊嘴的男海賊，喜愛有衣領的斑點衣服、頭帶冒險戰利品的王冠，說話慢條斯理，非常注意儀容。
裘伊（Choi）
隸屬白鬍子旗下海賊船長。特徵長馬尾，外貌像僧兵的男海賊，揮舞巨大薙刀戰鬥。
受白鬍子海賊團召集參與頂點戰爭，突擊海軍，掩護魯夫前往處刑台的其中一名海賊。
巴格利（Baggaley，帕卡利）
隸屬白鬍子旗下海賊船長。帶帽子，臉上有半邊刺青的中年男海賊。
受白鬍子海賊團召集參與頂點戰爭，混戰中，沃雷姆一起於廣場目擊海軍提早處死時間的動作。
名字取自于英国传说里的犬魔巴格利特。
沃雷姆（Wallem，沃雷）
聲優：不明（日本）；符爽（台灣）
隸屬白鬍子旗下海賊船長。特徵是帶淺灰帽、留著山羊鬍的男海賊，使用劍作戰。
受白鬍子海賊團召集參與頂點戰爭，比大部分人都提早一步發現海軍將提早處死艾斯的動作。
布雷（Brew，布留）
聲優：藤本隆宏（日本）；符爽（台灣）
隸屬白鬍子旗下海賊船長。手持劍，頭上像牛角一樣的髮型和分成五塊的下巴鬍子，戴著一頂有箭頭標誌頭巾的男海賊。
布勒凱（Brocca，布洛卡）
聲優：不明（日本）；符爽（台灣）
隸屬白鬍子旗下海賊船長。特徵是帶著深色帽子、金色大耳環，棕色捲髮的中年女海賊，穿著肚皮舞裝，手持刀劍作戰。
受白鬍子海賊團召集參與頂點戰爭，早一步發現海軍用來包圍海賊的和平主義者與大熊。
諾斯卡爾（Nosgarl）
隸屬白鬍子旗下海賊船長。特徵是有著淺色的頭髮像角，眼鏡和鉤狀鼻子的高齡男海賊。
拉修（Rush，藍謝）
隸屬白鬍子旗下海賊船長。特徵是帶著牛角帽、叼著煙，金色長髮的男海賊，手持刀劍作戰。
茲卡（Zucca）
隸屬白鬍子旗下海賊船長。特徵是像深色貓耳、毛茸茸落腮鬍，黑色手套，背著一把刀的男海賊。
受白鬍子海賊團召集參與頂點戰爭，看著魯夫受安德烈等人保護與逃走。
亞格席利（Agsilly，亞格希利）
隸屬白鬍子旗下海賊船長。特徵是裂成兩邊，像腫起來一樣的下巴跟特別寬大的手臂。
受白鬍子海賊團召集參與頂點戰爭，就近目睹了黑鬍子槍殺白鬍子並奪走其能力的場景。
尤利烏斯（Julius）
聲優：不明（日本）；孫中台（台灣）
隸屬白鬍子旗下海賊船長。特徵是帶著藍色帽子、以肩上兩架小型大砲作戰，身穿灰色衣服，圓臉、矮胖的男海賊。
名字取自于古罗马的皇帝屋大维。
偉大米凱爾（Great Michael）
隸屬白鬍子旗下海賊船長。特徵是頭戴海賊帽，留著捲髮，中等身材的男海賊。長相凶神惡煞，但個性善良慈悲。
受白鬍子海賊團召集參與頂點戰爭，為了解救艾斯而參戰，不顧自身危險，衝進混戰中。
維坦（Vitan）
隸屬白鬍子旗下海賊船長。生化人海賊，擁有一雙人類腕力遠遠不及的機械手，身體也使用裝甲強化過，一般攻擊絕對無法將其打倒。
凱洽奇（Kechatch，凱查契）
隸屬白鬍子旗下海賊船長。特徵是戴黑帽的矮小男海賊。騎在動物背上穿梭於戰場中。
奈因斯（Ninth，奈斯）
隸屬白鬍子旗下海賊船長。特徵是額頭有疤，平頭的中年男海賊。
受白鬍子海賊團召集參與頂點戰爭，並與魯夫等人一起對付海角精銳。
里佛特（Riforuto，里佛魯特）
隸屬白鬍子旗下海賊船長。特徵是有著長長的黃金髮，下巴上有一個小茬，身穿V字形襯衫，戴著黑禮帽和黑色太陽鏡的男海賊。
勘茲（Cands，凱茲）
隸屬白鬍子旗下海賊船長。特徵是像長頸鹿般的脖子，脖子上戴著長頸鹿風格的頭巾，拿著與身高幾乎一樣長的大薙刀的男海賊。
克魯斯空（Colscon，克爾斯坎）
隸屬白鬍子旗下海賊船長。特徵是有著棕色捲髮和一頭稀疏的黑鬍子，戴著深棕色、有羽毛的帽子，穿著黑手黨風的男海賊，主要使用槍械戰鬥。
受白鬍子海賊團召集參與頂點戰爭，目睹艾斯遭海軍上將「赤犬」奪走性命的瞬間。
哈比坎（Happygun）
隸屬白鬍子旗下海賊船長。特徵是是一個高個子，留著黑色長發，鼻子很長，下巴很尖，穿著一件紫色外衣，內邊緣粉紅色，露出胸膛的男海賊。
佛留布斯（Forliewbs）
隸屬白鬍子旗下海賊船長。特徵是是一個胖乎乎的人，大扁長的矩形鼻子，一頭鬍子，他的左眼下方有疤痕，頭戴王冠，上面有類似螺旋形，角狀的物體的男海賊。
史利比（Sleepy）
隸屬白鬍子旗下海賊船長。特徵是身體呈橢圓形，厚嘴唇，斜眼，長相類似魚，戴著一個傾斜的海盜帽，穿著燕尾服的男海賊。
名字取自于花生漫画里史努比的同名小狗和漫画史酷比的同名小狗。

### 其他成員
馬歇爾·D·汀奇（Marshall D. Teach）
聲優：大塚明夫、落合福嗣〈少年時期〉（日本）；孫中台／符爽（台灣）
原白鬍子海賊團本隊第二隊隊員，現黑鬍子海賊團船長暨提督，「四皇」之一，外號「黑鬍子」。
犬嵐（Inuarashi）、貓蝮蛇（Nekomamushi）
聲優：土師孝也、池田勝（日本）；孫中台、符爽（台灣）
原白鬍子海賊團本隊第二隊隊員，曾隨光月御田短暫加入四年，並隨光月御田加入至羅傑海賊團，現光月家家臣「紅鞘九人男」兼摩科莫公國的兩位國王。
泰德（Tate）
聲優：鹽山由佳（日本）；許淑嬪（台灣）
白鬍子海賊團船醫小隊的女護士。

## 備註
1. ↑  艾斯吃了火焰果實之後，是「可以讓身體變成火焰」，作者尾田榮一郎於詢問專欄中回應說艾斯的「火拳」是「提高火力，讓火焰般的拳頭巨大化」，所以和「可以讓身體發出火焰」也差不多[10]。